# Matt den Dekker
Matthew G. den Dekker (né le 10 août 1987 à Fort Lauderdale, Floride, américain) est un ancien joueur de champ extérieur de la Ligue majeure de baseball.

## Biographie
Matthew G. den Dekker a des origines néerlandaises et indonésiennes, ancienne colonie néerlandaise. Son père, Gerrit den Dekker, né aux Pays-Bas, a quitté son pays natal pour la ville de New York par bateau, avec ses dix frères et sœurs. Sa famille s'installe ensuite à San Diego, dans le Sud de la Californie.
Matt den Dekker naît le 10 août 1987 à Fort Lauderdale, en Floride. Il suit sa scolarité à l'école chrétienne de la Westminster Academy (Westminster Academy Christian School en anglais), à Fort Lauderdale. Il poursuit ensuite ses études à l'université de Floride.

## Carrière

### Ligues mineures
Après l'université, den Dekker est recruté par les Mets de New York, en cinquième ronde du repêchage des ligues majeures de 2010 qui se déroule à New York. Il fait ses premiers pas dans le baseball professionnel au sein des Mets de la Côte du Golfe, club de niveau recrue évoluant en Ligue de la Côte du Golfe. En 5 matches, il est crédité d'une moyenne au bâton de ,278 et 5 points produits, et est ensuite promu en niveau simple-A au sein des Sand Gnats de Savannah. En 2011, den Dekker joue pour les Mets de Sainte-Lucie, club de niveau A-avancé, et pour les Mets de Binghamton en niveau Double-A. Il est invité à l'entraînement de printemps des Mets de New York de la saison 2012.

### Mets de New York

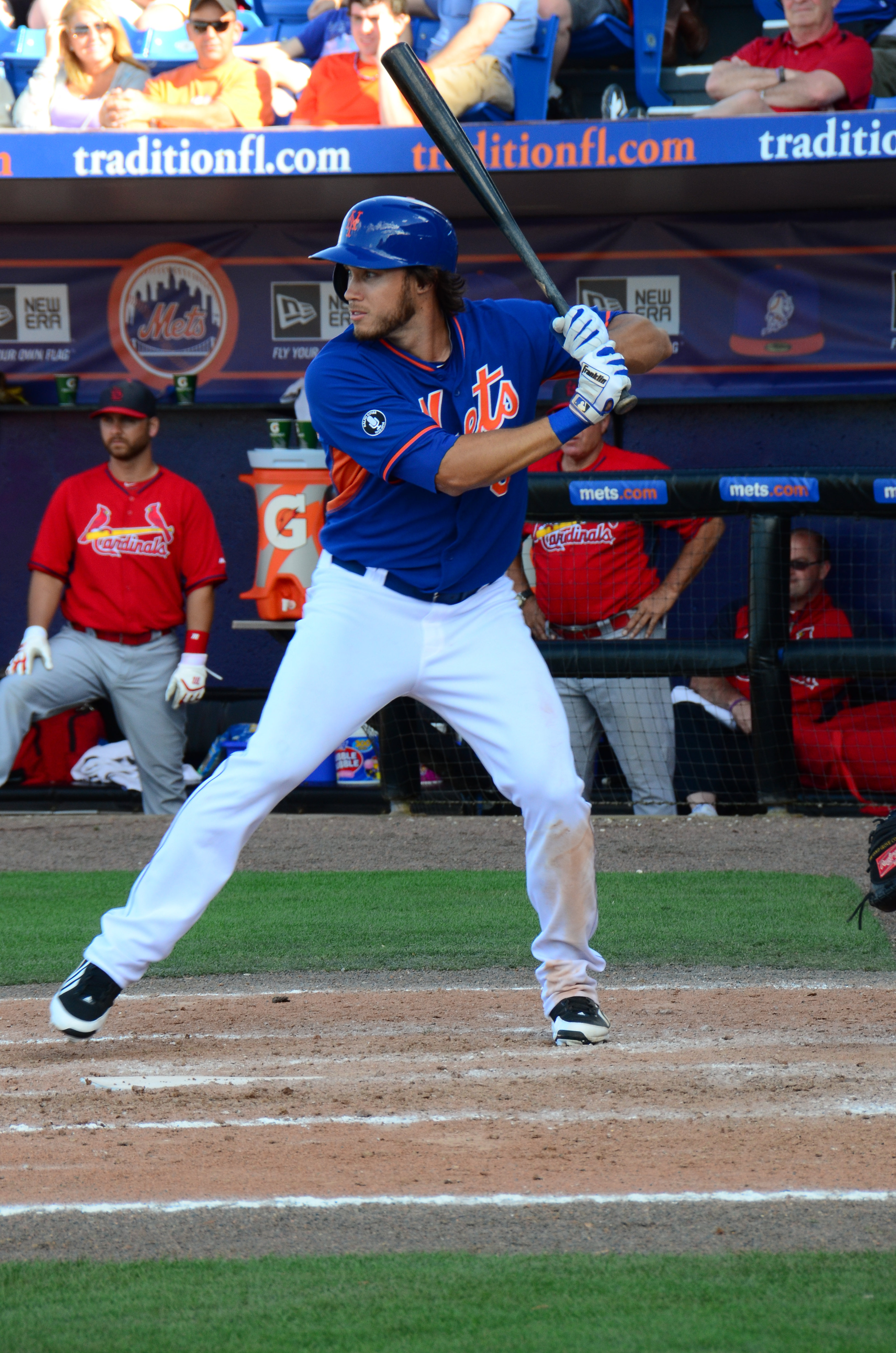
Matt den Dekker en 2014 avec les Mets de New York.

Matt den Dekker fait ses débuts dans le baseball majeur avec les Mets de New York le 29 août 2013. Jouant 27 parties du club en fin de saison, il récolte 12 coups sûrs dont un circuit, marque 7 points, en produit 6 et réussit 4 buts volés. Son premier coup sûr dans les majeures est obtenu le 31 août 2013 face au lanceur Dan Haren des Nationals de Washington, et son premier circuit est frappé le lendemain aux dépens de Ross Ohlendorf des Nationals.
Il dispute 80 matchs au total pour les Mets en 2013 et 2014. Il maintient une moyenne au bâton de ,238 avec 50 coups sûrs, un circuit, 13 points produits et 11 buts volés.

### Nationals de Washington
Le 30 mars 2015, les Mets échangent den Dekker aux Nationals de Washington contre le lanceur de relève gaucher Jerry Blevins. Il frappe pour ,253 avec 5 circuits en 55 matchs pour Washington durant la saison 2015.